# Kumzari
Kumzari, gesprochen auf der zum Oman gehörenden Halbinsel Musandam in der Region Kumzar einschließlich der küstennahen Insel Dschazīrat Umm al-Ghanam, ist die einzige iranische Sprache, die auf der Arabischen Halbinsel beheimatet ist. Kumzari-Sprecher findet man sowohl in den Städten al-Chasab und Dibba als auch in mehreren Dörfern und auf der Insel Larak. 
Die Sprecher sind in der Regel Nachfahren von Fischern im Persischen Golf und dem Golf von Oman.
Die im äußersten Süden der iranischen Sprachen gesprochene Sprache entwickelte sich früh vom modernen Persisch und ist nah verwandt mit dem Minabi aus Süd-Belutschistan. Der Großteil des Vokabulars sowie die grammatische und syntaktische Struktur des Kumzari ist iranisch, wenn auch viele alltägliche Wörter aus arabischen Dialekten und vereinzelt auch aus europäischen Sprachen wie dem Portugiesischen oder Englischen stammen. Für Kumzari, das auch als ein Dialekt des Südost-Iranischen angesehen wurde, existiert keine Schriftsprache und keine Literatur.
Man schätzt die Zahl der Kumzari-Sprecher auf ungefähr 4.000 (im Jahr 2011), obwohl der Stamm der Shihuh, deren Sprache das Kumzari ist, 21.000 Mitglieder zählt. Kindern wird immer mehr das Arabische anstelle des Kumzari beigebracht.